# Pemaneno
Poemanenum o Poimanenon (in greco antico: Ποιμάνινον?) era una città greca dell'antica Misia, a sud di Cizico e a sud-ovest del lago Aphnitis (lago di Manyas). Apparteneva al territorio di Cizico, era ben fortificata e possedeva un celebre tempio di Asclepio. Altri scrittori chiamano la città Poemanenus o Poimanenos (Ποιμανηνός) o Poemanentus o Poimanentos (Ποιμάνεντος). I suoi abitanti sono chiamati Poemaneni (Ποιμανηνοί). Secondo le Notitiae Episcopatuum, divenne sede vescovile, oggi sede soppressa, ma rimane una sede titolare della Chiesa cattolica romana. Nelle sue vicinanze si combatterono due battaglie tra l'Impero di Nicea e l'Impero latino di Costantinopoli, nel 1204 e sul finire del 1223 o agli inizi del 1224.
Il suo sito si trova vicino ad Eski Manyas, nel distretto di Manyas, nella Turchia asiatica.